# 百花岭站
百花岭站是南宁轨道交通1号线的地铁车站，位于中华人民共和国广西壮族自治区南宁市青秀区高坡岭路地下。该站在2016年6月28日南宁轨道交通1号线东段通车时开放载客，设有4个出入口和1个岛式站台。

## 历史
1号线全线于2012年12月15日开展土建工程，而1号线东段（南湖站－火车东站）则在2016年初完成调试。6月3日，由于南宁市下雨的关系，所以地面积水流到地势较低的百花岭站站厅层、站台层和轨道，影响到站内供电、信号、售票设备和自动扶梯的运作，并引起南宁市民关注。随后上述设备都在同月8日晚上完成检修，而该站的调试工作也继续如常进行。最终百花岭站仍然能够在6月28日1号线东段开始试运行的同时与另外9座车站正式启用，成为1号线的中途站之一。

## 设施

### 结构
百花岭站设有2层，地面为出入口，地下一层为站厅，地下二层为1号线月台（往石埠／火车东站）的位置。
| 地面     | 出入口                    | 出入口                   |
| 地下一层 | 大堂                      | 客服中心、商店、自助服務 |
| 地下二层 |                           | █ 1号线列車往石埠方向    |
| 地下二层 | 島式月台                  |                          |
| 地下二层 | █ 1号线列車往火车东站方向 |                          |

### 出入口
百花岭站形似狹長的方形，設有4個出入口，其中A出入口设有无障碍电梯。
| 出口編號            | 出口指示 | 建議前往的目的地                                           |
| ------------------- | -------- | ---------------------------------------------------------- |
| A出入口             | 百花嶺路 | 百花岭路、高坡嶺路、南宁市三屋小学、南宁市第二中学凤岭校区 |
| B出入口             | 高坡嶺路 | 高坡嶺路                                                   |
| C出入口             | 高坡嶺路 | 高坡嶺路                                                   |
| D出入口             | 高坡嶺路 | 高坡嶺路                                                   |
| 注： 設有无障碍电梯 |          |                                                            |

## 服务及接驳公交
工作日高峰時段（早上7時至9時、晚上5時30分至7時30分），本站的发车间隔为3.5分钟，其余时段每班车的间隔时间為7分钟。双休日期间，低峰（早上6時30分至11時）行车间隔为7分钟，高峰时段（早上11時30分至晚上8時）5分钟，平峰时段（晚上8時至11時）6分钟。从百花岭站开往火车东站的首班车在每天上午7时05分开出，末班车在每天晚上11时49分开出；开往石埠站的首班车在每天上午6时34分开出，末班车在每天晚上11时04分开出。
乘客可从本站前往南宁市二中凤岭校区南门换乘南宁公交79路、85路公交线。